# Eschweilera coriacea
Eschweilera coriacea là một loài thực vật có hoa trong họ Lecythidaceae. Loài này được (DC.) S.A.Mori mô tả khoa học đầu tiên năm 1990.